# يواخيم بيكاو
يواخيم بيكاوْ Joachim Beccau (ولد في 12 يونيو 1690 في هولشتاين – ومات في 16 سبتمبر 1754 في نويمونستر) هو شاعر ومولف أوبرا ألماني.

## حياته
درس بيكاوْ اللاهوت في كييل, ثم عمل مدرسا منزليا في جوتورف في عام 1712, وترجع أولى كتاباته إلى تلك الفترة. ثم نجده بين عامي 1713 و 1718 في كييل وهامبورغ يكتب الحوار لأحد الأوبرات. وكانت لنصوصه شعبية وقد لحنها العديد من الموسيقيين من بينهم هيندل وكايزر وتيليمان. وقد استدعي بيكاو في عام 1720 ليصبح مدير مدرسة القسس في نويمونستر حيث قضى هناك بقية حياته.